# Богачевський Юрій Володимирович
Юрій Володимирович Богаче́вський (нар. 4 березня 1933, Львів — пом. 24 березня 2006, США) — американський оперний і концертно-камерний співак українського походження. Чоловік танцюристки Роми Прийми-Богачевської.

## Біографія
Народився 4 березня 1933 року у місті Львові (тепер Україна). 1944 року з батьками емігрував до США. Вокальну освіту здобув у «Сентлмент Мюзік Скул» та в «Ахадемі оф Севен Арте» у Нью-Йорку, а також в оперній школі «Нью-Йорк коледж оф
Мюзік» і «Америкен театр Вінч». Навчався в оперних школах Риму, Відня та в «Моцартеумі» у Зальцбурзі. З 1959 року виступав в американських оперних компаніях — «Нью-Йорк сіті опера», «Монітор Рекордіні енд Ко», а також у складі «Голдофскі Опера енд Ко», з якою об'їздив близько 50 міст США.
Помер у США 24 березня 2006 року.

## Творчість
Виступав із сольними концертами майже в усіх великих містах США, а також по радіо, телебаченню. В репертуарі були твори композиторів:
- українських: Миколи Лисенка, Василя Барвінського, Нестора Нижанківського, Антона Рудницького, Ігора Соневицького;
- західно-європейських: Джузеппе Верді, Джакомо Пуччині, Умберто Джордано, Моцарта, Ріхарда Штрауса;
- американських.

Гастролював по Канаді та Італії.
Автор розвідки «„…Анна Ярославна“ — опера А. Рудницького».